# Balluneh
Balluneh (tiếng Ả Rập: بلونة) là một ngôi làng Syria nằm ở Al-Suqaylabiyah Nahiyah ở huyện Al-Suqaylabiyah, Hama. Theo Cục Thống kê Trung ương Syria (CBS), Balluneh có dân số 60 người trong cuộc điều tra dân số năm 2004.